# Joe Forrester
Joe Forrester est une série télévisée américaine créée par Joseph Wambaugh composée d'un téléfilm de 90 minutes diffusé le 6 mai 1975 dans la série anthologique Police Story, puis 22 épisodes de 50 minutes diffusés entre le 9 septembre 1975 et le 3 mai 1976 sur le réseau NBC.
En France, la série a été diffusée à partir du 22 juin 1977 sur Antenne 2.

## Synopsis
Les enquêtes de l'officier de police Joe Forrester dans les quartiers chauds de Los Angeles.

## Distribution
- Lloyd Bridges : Joe Forrester
- Patricia Crowley : Georgia Cameron
- Eddie Egan (en) : Sergent Bernie Vincent
- Dwan Smith (en) : Jolene Jackson
- Taylor Lacher : Inspecteur Will Carson

## Épisodes
Seuls treize épisodes, dont le téléfilm pilote, ont été doublés en français.
1. Le Retour de Joe Forrester (The Return of Joe Forrester) (90 minutes)
2. Titre français inconnu (Stake Out)
3. Le Témoin (The Witness)
4. Une proie facile (Bus Station)
5. Soyez les bienvenus dans ces jardins (Welcome to the Gardens)
6. Titre français inconnu (Weekend, part one)
7. Titre français inconnu (Weekend, part two)
8. Le Mari de l'inspecteur (Powder Blue)
9. Une mission difficile (Target : Mexican Syndicate)
10. Sans cause valable (No Probable Cause)
11. Bernie Vincent en danger (The Best Laid Schemes)
12. Titre français inconnu (The End of Summer)
13. Le Palais de la mode (Fashion Mart)
14. Le Beau-père (Fire Power)
15. Acte de violence (An Act of Violence)
16. Titre français inconnu (The Answer)
17. Titre français inconnu (Squeeze Play)
18. Titre français inconnu (A Game of Love)
19. Main basse sur le porno (The Invaders)
20. Titre français inconnu (Girl on a String)
21. Le Pays de cocagne (The Promised Land)
22. Titre français inconnu (Pressure Point)
23. Titre français inconnu (The Boy Next Door)